# Szewce (gmina Buk)
Szewce – wieś w Polsce, położona w województwie wielkopolskim, w powiecie poznańskim, w gminie Buk.

## Integralne części wsi
| SIMC    | Nazwa | Rodzaj    |
| ------- | ----- | --------- |
| 0581089 | Zgoda | część wsi |

## Historia
Miejscowość pierwotnie była związana z Wielkopolską. Istnieje co najmniej od drugiej połowy XIV wieku i ma średniowieczną metrykę. Po raz pierwszy odnotowana została w łacińskim dokumencie z 1383, według kopii z XVII wieku, jako "Szewcze", 1398 "Szewcze, Szewce", 1402 "Sewcze", 1428 "Schewcze", 1431 "in Sweczy", 1429 "Schefcze", 1436 "Schyewcze", 1523 "Sewce".
Miejscowość była początkowo własnością szlachecką należącą do lokalnej szlachty z rodu Kowalskich, Jarogniewskich, Ostrorogów z Nałęczów herbu Nałęcz. W 1450 leżała w powiecie poznańskim województwa poznańskiego w Koronie Królestwa Polskiego. W 1508 należała do parafii Buk.
Pierwszy historyczny zapis związany ze wsią pochodzi z 1383 kiedy to Piotr z Szewców zwany Czarnym kupił sołectwo w Słupi koło Stęszewa należące do biskupów poznańskich od tamtejszego sołtysa Jakuba za 16 grzywien. W końcu XIV wieku wieś uległa spaleniu w wyniku celowego podpalenia. W 1398 Andrzej Kowalski z Kowalskiego w powiecie gnieźnieńskim pozwał Szymona ze Strzępinia o spalenie zagród wielu kmieci w Szewcach. Szkodę obliczono na 24 grzywny jednak Strzępiński nie stanął w sądzie. W 1401 wdowa po Andrzeju Kowalskim wraz z dziećmi toczyła proces z synami Janusza z Jarogniewic koło Czempinia o Szewce oraz Gaj i połowę Marszewa koło Śremu. W 1402 Przybysław Rudnicki zapłacił za Szymona Strzępińskiego 7,5 grzywny kary za spalenie Szewców.
W latach 1418-1420 dziedziccem w Szewcach, a także w Jarogniewicach i innych dobrach był syn Janusza Jan Jarogniewski. W 1418 pozwany został przez kasztelana poznańskiego Mościca ze Stęszewa o najazd z 4 szlachcicami i 12 kmieciami na Mościca oraz rabunek łodzi na jego jeziorze. Jarogniewski dowiódł przed sądem, że to nie on dokonał tego napadu. W 1420 Jan toczył kolejny proces z mieszkańcami Będlewa o zboże, które, jak twierdził, zabrał im, kiedy w środku nocy kosili jego pole; w sądzie reprezentował Jana jego brat przyrodni Jarosław.
W latach 1419-1436 dziedzicem w Szewcach i Reklinie był syn Janusza oraz brat rodzony Jana - Michał Jarogniewski. W 1428 woźny sądu ziemskiego zapowiedział dziedzinę Szewce tego Michała. W 1431 Michał zakupił z zastrzeżeniem prawa wykupu od Wawrzyńca Kleinschmida (oryg. zapis "Cleysmeth") mieszczanina poznańskiego dwie grzywny czynszu od sumy głównej 20 grzywien na domu Wawrzyńca w rynku w Poznaniu. W 1435 Michał Jarogniewski z Szewców toczył proces z Elżbietą i Wojciechem z Radwankowa. W 1450 Wojciech Jarogniewski dziedzic w Jaromierzu, brat przyrodni Jana i Michała Jarogniewskich, a rodzony brat Jarosława Jarogniewskiego zakupił z zastrzeżeniem prawa wykupu wieś Szewce od Mikołaja i Wincentego z Konina pod Pniewami.
W 1450 Szewce odziedziczył wraz z Wojnowicami wojewoda poznański Stanisław Ostroróg. W 1498 wojewoda poznański Jan Ostroróg zapisał swojej córce Poliksenie, zrodzonej z jego drugiej żony Doroty z Wrześni, 3000 florenów na wsiach Wojnowice, Łagwy i Szewce. W 1502 synowie Jana, kasztelan kaliski Wacław i Stanisław Ostrorogowie bracia niedzielni sprzedali z zastrzeżeniem prawa wykupu czynsze roczne na mieście Ostroróg wraz z przynależnościami, m.in. na Szewcach, Łagwach i Wojnowicach. W 1510 w podziale dóbr pomiędzy braćmi Wacław otrzymał m.in. wieś Szewce.
W latach 1523-1526 właścicielką we wsi był Poliksena córka zmarłego Jana Ostroroga. W 1523 jako żona Przecława Potulickiego dziedzica w Pniewach sprzedała z zastrzeżeniem prawa wykupu mężowi za 3000 złotych wsie Wojnowice, Łagwy i Szewce, które ojciec sprzedał jej na tych samych zasadach tytułem jej posagu, natomiast mąż zapisał jej po 3000 zł posagu i wiana na połowie miasta Pniewy wraz z przedmieściami i wsiami. W 1526Poliksena zapisała w dożywocie wspomnianemu mężowi Przecławowi wsie Szewce, Łagwy i Wojnowice na sumę 3000 złotych i przeniosła na niego prawo własności. Suma ta po śmierci Przecława miała przejść na spadkobierców Polikseny. 
Dokumenty historyczne odnotowały także zwykłych mieszkańców wsi. W 1426 Andrzej, Mikołaj oraz Przybak kmiecie z Szewców pozwali Jana dziedzica z Kozłowa o zabranie kobył. W 1428 dwaj kmiecie z Szewców toczyli proces z ławnikami oraz sołtysem z Woźnik koło Buku. W 1428 miejscowi kmiecie pozwani zostali przez Małgorzatę Dokowską z Dokowa Suchego (obecni to Dakowy Suche) o wpędzenie koni na jej dziedzinę. Sąd zarządził od kmieci odszkodowanie po jednym groszu od konia. Dziedzic w Szewcach Michał Jarogniewski poręczył, że kmiecie zapłacą za szkody. W 1429 Klemens oraz Mikołaj kmiecie z Szewców toczyli proces ze szlachcicem Maciejem, Grzymkiem i Haszem z Uścięcic w imieniu kmieci w sądzie występił dziedzic szewski Jarosław Jarogniewski. W 1436 Szczepan (oryg. Stephanus) owczarz z Szewców toczył spór z Janem i Mikołajem z Granowa.
W połowie XV wieku zachował się w zapisach sądowych proces rozwodowy. W 1448 biskup poznański Andrzej Bniński był sędzią w sprawie pomiędzy Piotrem Suchanowiczem z Szewców, a jego żoną Katarzyną córką Dymaliny z Szewców. Biskup zawyrokował, że ich małżeństwo zostało prawnie zawarte i skonsumowane, a żadna z przedstawionych przez strony przyczyn nie upoważniała do jego rozwiązania. Zgodnego pożycia stron pilnować mieli wyznaczeni opiekunowie: Ambroży sator (ogrodnik, krawiec lub szewc) oraz mieszczanin z Buku miał pod karą 20 grzywien pilnować Katarzynę, aby nie truła swego męża, a Mikołaj Bayak kmieć z Szewców aby Piotr nie bił Katarzyny ponad miarę, lecz okazywał jej w tym miłosierdzie.
Miejscowość odnotowały również historyczne rejestry podatkowe. W 1508 miał miejsce pobór od 15 łanów osiadłych oraz 6 groszy od karczmy. W 1509 pobrano podatki od 16 łanów osiadłych oraz 3 grosze od karczmy. W 1563 miał miejsce we wsi pobór od 20 łanów osiałych oraz od karczmy dorocznej. W 1564 w Szewcach było 20 łanów osiadłych. Od roku 1580 właścicielką była Zofia z Ostroroga, kasztelanka międzyrzecka. W 1577 pobór zapłaciła Zofia z Tęczyńskich, żona kasztelana międzyrzeckiego Stanisława z Ostroroga syna Wacława, a bratanka Polikseny. W 1580 pobór zapłaciła wdowa Zofia Ostrorogowa od 19 łanów osiadłych, 4 zagrodników, jednego komornika, jednego łana opuszczonego oraz od 0,5 łana karczmarskiego.
Wieś szlachecka położona była w 1580 roku w powiecie poznańskim województwa poznańskiego w Rzeczypospolitej Obojga Narodów. W XVIII wieku była własnością proboszcza katedry w Poznaniu. Ok. 1793 Szewce należały do Filipa Raczyńskiego.
Wskutek II rozbioru Polski w 1793, miejscowość przeszła pod władanie Prus i jak cała Wielkopolska znalazła się w zaborze pruskim. W okresie Wielkiego Księstwa Poznańskiego (1815-1848) Szewce należały do wsi większych w ówczesnym powiecie bukowskim, który dzielił się na cztery okręgi (bukowski, grodziski, lutomyślski oraz lwowkowski). Szewce należały do okręgu bukowskiego i stanowiły część majątku Wojnowice, którego właścicielem był wówczas Edmund Raczyński. Według spisu urzędowego z 1837 roku wieś liczyła 326 mieszkańców i 35 dymów (domostw).
Pod koniec XIX wieku Szewce liczyły 380 mieszkańców, z których 360 było katolikami, a 20 protestantami. Właścicielem był wówczas Bolesław Potocki, a później Mielżyńscy. Przy drodze do Wojnowic znajdował się folwark. Zachował się z niego m.in. spichrz z 1886 roku, stodoła, parterowy dwór z końca XIX wieku i dwa czworaki (jeden z 1889 roku).
W 1973 w Szewcach wybudowano kaplicę według projektu Henryka Marcinkowskiego i Lecha Sternala. Wcześniej istniała tylko niewielka kapliczka. W latach 1975–1998 miejscowość położona była w województwie poznańskim.